# درچنار (جیرفت)
درچنار یک روستا در ایران است که در دهستان رضوان شهرستان جیرفت استان کرمان واقع شده‌است. درچنار ۳۸ نفر جمعیت دارد.

## جمعیت
این روستا در بخش جبالبارز قرار دارد و براساس سرشماری مرکز آمار ایران در سال ۱۳۸۵، جمعیت آن ۳۸ نفر (۹ خانوار) بوده‌است.